# Tensioactif
 (février 2018).
Si vous disposez d'ouvrages ou d'articles de référence ou si vous connaissez des sites web de qualité traitant du thème abordé ici, merci de compléter l'article en donnant les références utiles à sa vérifiabilité et en les liant à la section « Notes et références ».

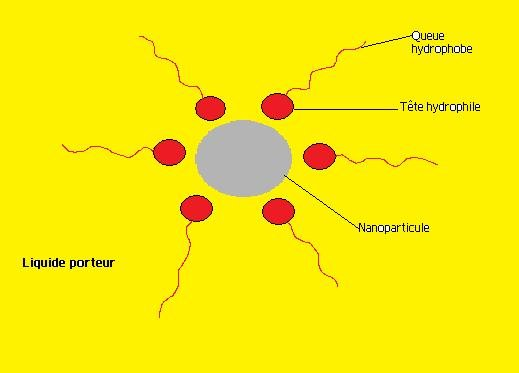
Le rôle du tensioactif dans la liaison entre particules magnétiques et solvant.

Un tensioactif ou agent de surface ou surfactant (mot emprunté à l'anglais) est un composé qui modifie la tension superficielle entre deux surfaces. Les composés tensioactifs sont des molécules amphiphiles, c'est-à-dire qu'elles présentent deux parties de polarité différente, l'une lipophile (qui retient les matières grasses) est apolaire, l'autre hydrophile (miscible dans l'eau) est polaire.
Ils permettent ainsi de solubiliser deux phases non miscibles, en interagissant avec l'une apolaire (c'est-à-dire lipophile donc hydrophobe), par sa partie hydrophobe ; tandis qu'avec l'autre phase qui est polaire, il interagira par sa partie hydrophile.

## Vocabulaire, sémantique
Au Canada notamment, on parle aussi de surfactif, transposition du mot anglais surfactant qui est la compression de « surface active agent » (agent de surface actif). On trouve aussi parfois le terme de tenside.

## Propriétés
Les propriétés des tensioactifs sont dues à leur structure amphiphile. Cette structure leur confère une affinité particulière pour les interfaces de type huile/eau et eau/huile et donc, par là même, leur donne la capacité d'abaisser l'énergie libre de ces interfaces. Ce phénomène est à la base de la stabilisation de systèmes dispersés.
En tant qu'agents émulsifiants, moussants, mouillants, dispersants ou stabilisants, on peut détailler leur action en trois points :
- ils facilitent la formation de gouttes en diminuant la tension de surface, car l'énergie nécessaire à leur formation est directement proportionnelle à cette tension de surface. Ils permettent également d'empêcher la recombinaison immédiate de gouttes nouvellement créées via l'effet Marangoni, ce qui rend possible l'émulsification ;
- ils stabilisent les gouttes formées en diminuant le gradient de pression au niveau de l'interface ;
- ils stabilisent les gouttes vis-à-vis de l'agrégation, en apportant des répulsions électrostatiques ou stériques entre les gouttes.

Un agent tensioactif est un corps qui, même utilisé en faible quantité, modifie de façon importante la tension superficielle, en particulier celle de l'eau. Ainsi, à l'exception des sels minéraux ou des bases (sauf l'ammoniac), la majorité des agents tensioactifs abaisse la tension superficielle de l'eau. Cependant pour connaitre leur caractère hydrophile ou hydrophobe majoritaire, on peut raisonner sur la valeur de leur HLB (Hydrophilic-Lipophilic Balance, balance hydrophile/hydrophobe), qui estime numériquement cet équilibre entre partie lipophile et partie hydrophile.
Ces propriétés augmentent la toxicité propre de nombreux surfactants, notamment quand ils se retrouvent sur la peau (qu'ils rendent alors plus pénétrable par de nombreux toxiques), dans l'eau ou à l'interface (biofilm éventuellement) air-eau d'où divers cas d'écotoxicité.
En solution, les tensioactifs se placent de préférence à la surface du solvant, puis lorsqu'on augmente leur concentration, ils adoptent des configurations spatiales particulières appelées « micelles ».
Certains tensioactifs sont irritants, voire toxiques. Les tensioactifs non ioniques sont peu irritants, par contre, on les soupçonne d’interférer avec le système hormonal (disrupteurs endocriniens).

## Fonctions
Les tensioactifs sont parfois renommés selon la fonction qu'ils remplissent.
Les surfactants sont des composés amphiphiles, présentant à la fois des fractions :
- hydrophiles polaire : fréquemment une chaîne hydrocarbonée (un glucide, un acide carboxylique, un phosphate, un acide aminé, un peptide cyclique ou un alcool). La portion hydrophile de la molécule permet de distinguer quatre types de groupe : cationique, anionique, amphotère zwitterionique et non ionique[4] ;
- hydrophobes apolaire : apparaît sous de nombreuses variantes (acides gras saturés, insaturés ou hydroxylés). Elle influe sur la chimie du biosurfactant par son groupe aromatique, son nombre de carbones ou son degré de ramification[4].

### Détergents
Un détergent (ou agent de surface, détersif, surfactant) est un composé chimique, généralement issu du pétrole, doté de propriétés tensioactives, ce qui le rend capable d'enlever les salissures sur un support solide. La détersion est un élément d'hygiène fondamental, puisqu'il permet d'éliminer une grande partie des bactéries présentes sur les surfaces nettoyées, en particulier la peau, les ustensiles servant à la préparation et à la consommation des repas. Le pouvoir détersif des tensioactifs découle essentiellement de leur pouvoir solubilisant.
Les agents détergents ont souvent une grandeur caractéristique HLB comprise entre 13 et 15, c'est-à-dire un équilibre nettement plus hydrophile que lipophile.

### Agents de solubilisation
À très faible concentration, les tensioactifs sont capables de former des solutions vraies dans une phase aqueuse. Lorsque leur concentration dépasse une valeur particulière (la concentration micellaire critique), les molécules du tensioactif se regroupent en agrégats appelés « micelles ». Ce regroupement se fait de sorte que leur pôle hydrophile soit le seul en contact avec les molécules d'eau. Par ce biais, certains tensioactifs sont capables de faire passer en « solution » des substances normalement insolubles dans le solvant utilisé. La substance insoluble est prise en charge par les micelles et s'y insère.
Les agents solubilisants ont souvent une HLB comprise entre 18 et 20.

### Agents moussants
La formation de mousse, dispersion d’un volume important de gaz dans un faible volume de liquide, nécessite la présence d’agents tensioactifs qui s’adsorbent à l’interface eau-air.
Les agents moussants ont souvent une HLB comprise entre 3 et 8.

### Agents mouillants
Le mouillage d'un solide par un liquide correspond à l'étalement du liquide sur le solide. En diminuant la tension superficielle solide-liquide, les agents mouillants permettent un plus grand étalement du liquide. Ce pouvoir mouillant participe à la mise en suspension de particules solides dans un liquide dans lequel elles sont insolubles, en chassant la couche d'air adhérant aux particules qui gêne la dispersion dans la phase liquide.
Les agents mouillants ont souvent une HLB comprise entre 6 et 8.

### Agents dispersants
Les agents dispersants permettent de fixer les particules hydrophobes contenues dans une solution hydrophile, telle que de l'eau, ce qui permet de créer une dispersion, c'est-à-dire une solution aqueuse contenant des particules en suspension. Ces agents préviennent la floculation des particules, c'est-à-dire leur regroupement en plus grosses parties, qui pourraient alors facilement sédimenter dans le fond de la solution.

### Agents émulsifiants
Un émulsifiant facilite la formation d'une émulsion entre deux liquides non miscibles (par exemple de l'eau et de l'huile). Dans une émulsion, le premier liquide (appelé « phase discontinue ») est dispersé dans le second liquide (appelé « phase continue ») sous forme de petites gouttelettes. Le rôle du tensioactif est de diminuer la tension de surface entre les deux phases liquides, en formant un film autour des gouttelettes dispersées.
Pour une émulsion E/H, plutôt utiliser un tensioactif dont la HLB est inférieure à 6. Pour une émulsion H/E, plutôt utiliser un tensioactif dont la HLB est supérieure à 10.

### Tensioactifs antiseptiques
Certains tensioactifs (principalement les sels d'ammonium quaternaire) sont aussi utilisés pour leur pouvoir bactériostatique ou bactéricide dans des formulations pharmaceutiques ou cosmétiques. À faible dose, le cation du sel d'ammonium quaternaire se fixe sur les groupes terminaux acides ou autres anions de la paroi bactérienne, ce qui perturbe les fonctions de respiration et de reproduction de la bactérie. À plus fortes doses, on observe même la destruction complète de la membrane bactérienne (mais ces doses sont généralement toxiques pour l'homme).

## Classification des surfactants
On distingue quatre types de composés tensioactifs organiques, regroupés selon la nature de la partie hydrophile :
1. Tensioactifs anioniques : leur partie hydrophile est chargée négativement ;
2. Tensioactifs cationiques : leur partie hydrophile est chargée positivement ;
3. Tensioactifs zwitterioniques ou amphotères : leur partie hydrophile comporte une charge positive et une charge négative, la charge globale est nulle ;
4. Tensioactifs non ioniques : la molécule ne comporte aucune charge nette.

### Tensioactifs anioniques
Les tensioactifs anioniques libèrent une charge négative (anion) en solution aqueuse.
Ils ont une balance hydrophile/lipophile (HLB) relativement élevée (8 à 18) car ils ont une tendance hydrophile plus marquée.
Ils orientent l'émulsion dans le sens H/E, Huile/Eau (si HLB>18 alors détergent).
Parmi ce type de tensioactifs, on peut citer les savons, qui sont des sels d'acides gras, de formule générale RCOOM (R = longue chaîne hydrocarbonée, M = un métal, un alcalin ou une base organique). Selon la nature du groupe M, on distingue les savons alcalins (savons de Na+, K+, NH4+), les savons métalliques (de calcium surtout) et les savons organiques (savon de triéthanolamine par exemple, dont le stéarate de triéthanolamine).
On retrouve aussi des dérivés sulfatés (exemples : laureth sulfate de sodium, laurylsulfate de sodium et laurylsulfate de triéthanolamine), très utilisés comme agents émulsionnants ou moussants, et des dérivés sulfonés (exemple : dioctylsufosuccinate de sodium) souvent caractérisés par un fort pouvoir mouillant.
Il y a aussi les lipoaminoacides, qui ont une grande similitude avec les lipoaminoacides présents dans l'épiderme, ce qui en fait des tensioactifs « physiologiques », utilisés dans les crèmes, dentifrices, lotions capillaires.
Ils ne sont pas compatibles avec les tensioactifs cationiques.

### Tensioactifs cationiques
Les tensioactifs cationiques libèrent une charge positive (cation) en solution aqueuse. Ce sont généralement des produits azotés (avec un atome d'azote chargé positivement). On peut notamment citer les sels d'ammonium quaternaire : sels d'alkyltriméthyl ammonium (bromure d'alkyltriméthyl ammonium), sels d'alkylbenzyldiméthyl ammonium (exemple : chlorure de benzalkonium). Ils ont des propriétés bactériostatiques et émulsifiantes. Ils ont une affinité avec la kératine de la peau ou des cheveux, car chargée négativement ; ils se combinent avec elle pour former un film lisse.
On les utilise dans les après-shampoing, les antipelliculaires, certaines teintures, les déodorants. C'est le produit actif des assouplissants textiles en feuilles et liquides (Bounce, Fleecy, etc.). Ils s'adsorbent à la surface des tissus, les chargeant négativement, réduisant les forces électrostatiques présentes, et par là l'électricité statique présente. Ils rendent les tissus plus souples. Ils sont irritants pour la muqueuse oculaire.
Ils ne sont pas compatibles avec les tensioactifs anioniques.

### Tensioactifs zwitterioniques ou amphotères
Les tensioactifs amphotères contiennent à la fois des groupes acides et basiques. En conséquence, suivant le pH du milieu où ils se trouvent, ils libèrent un ion positif ou un ion négatif :
- en milieu basique, ils se comportent comme des tensioactifs anioniques ;
- en milieu acide, ils se comportent comme des tensioactifs cationiques.

Les tensioactifs amphotères ont une HLB élevée.
Il existe différentes classes chimiques de tensioactifs amphotères. On peut notamment citer :
- la bétaïne de cocamidopropyle qui contient un groupe ammonium quaternaire et un groupe acide carboxylique (utilisée comme agent moussant) ;
- les dérivés de l'imidazoline (moussants et antiseptiques bien tolérés par la peau et les muqueuses, dont la muqueuse oculaire) ;
- les polypeptides, peu irritants pour la peau (utilisés dans les shampoings, crèmes, laits démaquillants, etc.) ;

Ils sont compatibles avec les autres tensioactifs.

### Tensioactifs non ioniques
Leur molécule ne comporte aucune charge nette (ne s'ionise pas dans l'eau). Ils peuvent être classés en fonction de la nature de la liaison entre les parties hydrophile et hydrophobe de la molécule.
Les tensioactifs non ioniques sont généralement compatibles avec les autres tensioactifs.

#### Tensioactifs à liaison ester (R-CO-O-R')
On peut citer les esters de glycol (exemple : stéarate de glycol), les esters de glycérol (exemple : monostéarate de glycérol (en), utilisé comme émulsionnant), les esters de polyoxyéthylèneglycol (obtenus par action d'oxyde d'éthylène sur un acide gras ou un mélange d'acides gras), les esters de sorbitane, mais surtout les esters de sorbitane polyoxyéthyléniques, plus couramment appelés « Tweens » (nom de marque) ou polysorbates.
Un agent tensioactif non ionique connu et très fréquemment utilisé en chimie et en biologie est le Tween (Tween 20, 60, 80, etc.) ou ester de sorbitane, mais on utilise aussi des esters de saccharose. Ces membres de la famille des esters de sucre sont constitués d'un groupe osidique hydrophile et d'une chaîne grasse hydrophobe.
Les esters de sucre ont plusieurs avantages en tant que tensioactifs :
- matières premières peu coûteuses et renouvelables ;
- biodégradabilité complète en aérobiose et en anaérobiose ;
- molécules ne présentant ni toxicité ni caractère irritant ;
- absence de goût et d'odeur ;
- molécule non ionique ;
- large gamme de structures disponibles.

#### Tensioactifs à liaison éther (R-O-R')
Exemple : les éthers d'alcools gras et de polyoxyéthylèneglycol, utilisés comme émulsionnants.

#### Tensioactifs à liaisonamide(R-CO-NH-R')
Exemple : Comperlan, qui a des propriétés moussantes, émulsionnantes, détergentes, épaississantes.

## Dans la nature
Certaines plantes carnivores à piège passif de type « à urne », comme les Heliamphora nutans ou les Cephalotus follicularis, produisent et libèrent dans le nectar de l'urne des protéines tensioactives afin que les insectes qui les visitent coulent au fond de l'urne. De cette façon, lors de la ponte, les moustiques femelles devant se poser à la surface de l'eau à l'aide de leurs pattes pourvues d'écailles se font attraper. De même, les insectes de la sous-classe des Ptérygotes (insectes volants) sont aussi la proie des plantes carnivores à piège passif,.